# Le Massegros
Le Massegros era una comuna francesa situada en el departamento de Lozère, de la región de Occitania, que el 1 de enero de 2017 pasó a ser una comuna delegada de la comuna nueva de Massegros-Causses-Gorges al fusionarse con las comunas de Le Recoux, Les Vignes, Saint-Georges-de-Lévéjac y Saint-Rome-de-Dolan.

## Demografía
| Gráfica de evolución demográfica de Le Massegros entre 1800 y 2014 |
|                                                                    |

Los datos demográficos contemplados en este gráfico de la comuna de Le Massegros se han cogido de 1800 a 1999 de la página francesa EHESS/Cassini, y los demás datos de la página del INSEE.